# Serhat Güller
Serhat Güller (* 18. Dezember 1968 in Eskişehir) ist ein ehemaliger türkischer Fußballspieler und -trainer.

## Spielerkarriere

### Verein
Güller begann mit dem Vereinsball in der Jugend von İnegölspor und wurde hier 1986 in den Profikader involviert. Hier etablierte er sich schnell in der Stammformation und fing auch an regelmäßig für die Türkische U-21-Nationalmannschaft nominiert zu werden. So viel er vielen Mannschaften der höchsten türkischen Spielklasse, der Süper Lig, auf. Der Istanbuler Spitzenklub Galatasaray suchte einen Ersatzspieler für den unumstrittenen besten Linksverteidiger der damaligen Zeit Semih Yuvakuran, den man über die kommenden Jahre als Yuvakurans Nachfolger aufbauen konnte. So wechselte er zum Sommer 1989 zu Galatasaray und kam in seiner ersten Spielzeit für seinen neuen Verein auf 21 Ligaeinsätze. Zur Saison 1990/91 übernahm Mustafa Denizli den Trainerposten bei den Rot-Gelben und setzte Güller nach dem Saisonvorbereitungscamp auf die Liste der Spieler, mit denen er nicht plante.
Daraufhin verließ Güller notgedrungen Galatasaray und wechselte zu den Hauptstädtern vom Erstligisten MKE Ankaragücü. Bei diesem Verein etablierte er sich sofort als Leistungsträger und schaffte es sogar eine Zeitlang, regelmäßig für in die türkische Nationalmannschaft nominiert und eingesetzt zu werden.
Zum Sommer 1995 verließ er Ankaragücü nach fünfjähriger Tätigkeit und heuerte beim Traditionsverein aus Izmir, bei Karşıyaka SK an. Hier spielte er eine Spielzeit lang und trennte sich vom Verein, nachdem dieser den Klassenerhalt verpasste.
Zur Spielzeit 1996/97 wechselte er zum Zweitligisten Karabükspor und schaffte mit diesem Verein als Meister der TFF 1. Lig den direkten Aufstieg in die Süper Lig. Nach einem Jahr in der Süper Lig verließ Güller Karabükspor.
Anschließend spielte er für die Dauer von einer Saison der Reihe nach bei Yozgatspor und Hatayspor und beendete im Sommer 2001 seine aktive Spielerlaufbahn.

### Nationalmannschaft
Güller wurde 1989 im Rahmen der Freundschaftsspiels für die türkische U-21-Nationalmannschaft nominiert und kam bei der Begegnung vom 18. Januar 1989 gegen die Italien zu seinem ersten Länderspieleinsatz. Im selben Jahr spielte er noch vier weitere Partien für die U-21 und erzielte dabei einen Treffer.
Mit der olympischen Auswahl der türkischen Nationalmannschaft nahm er 1991 an den Mittelmeerspielen teil und gewann die Silbermedaille. Während des Turniers spielte Güller in vier Begegnungen mit.
Güller wurde 1992 im Rahmen eines Freundschaftsspiels gegen die luxemburgische Fußballnationalmannschaft das erste Mal für die türkische Nationalmannschaft nominiert, saß aber bei dieser Begegnung nur auf der Ersatzbank. Sein Debüt für die Nationalmannschaft gab er am 30. Mai 1992 während eines Freundschaftsspiels gegen die deutsche Elf.
1993 kam er im Rahmen der Qualifikation für die Fußball-Weltmeisterschaft 1994 drei weitere Male zu Einsätzen für die Nationalmannschaft. Nach der verpassten Qualifikation für die WM 1994 wurde der Nationaltrainer Sepp Piontek nach dessen Rücktritt durch Fatih Terim ersetzt. Dieser neue Coach machte sofort eine Revision in der Mannschaft und sortierte einige Spieler aus, u. a. Güller.

## Als Trainerkarriere
Im Anschluss an seine Spielerkarriere entschied er sich, eine Trainerlaufbahn zu starten. Er arbeitete als erstes in der Funktion des Co-Trainers und assistierte in der ersten Zeit bei Beypazarı Şekerspor, Kızılcahamamspor, Kayserispor und İstanbul Büyükşehir Belediyespor seinem Cheftrainer Hüsnü Özkara. Bei Kızılcahamamspor betreute er nach dem Weggang Özkaras interimsweise den Verein für einige Spiele.
Während der Saison 2006/07 übernahm er seinen stark abstiegsbedrohten Heimatverein İnegölspor und schaffte mit diesem Verein den Klassenerhalt.
Zur Saison 2007/08 nahm er den Posten des Cheftrainers beim Zweitligisten Boluspor an und schaffte es mit dem Verein ins Finale der Relegation der TFF 1. Lig. Im Finale unterlag man mit 0:2 Eskişehirspor und verpasste so den Aufstieg in die Süper Lig erst in letzter Instanz. Die nachfolgenden Spielzeiten trainierte er der Reihe nach Mersin İdman Yurdu, Denizlispor und Bandırmaspor.
Zur Saison 2012/13 übernahm er erneut den Zweitligisten Boluspor. Mit diesem Verein verpasste er fünf Spielzeiten vorher den Aufstieg in die Süper Lig erst in letzter Instanz. Nach einem enttäuschenden Saisonstart gab er nach dem 12. Spieltag seinen Rücktritt bekannt.

## Erfolge

### Als Spieler
- MKE Ankara:
  - TSYD Kupası (1): 1990

- Karabükspor:
  - Meister der TFF 1. Lig (1): 1996/97
  - Aufstieg in die Süper Lig (1): 1996/97

- Mit olympischer Auswahl der Türkei:
  - Silbermedaille bei den Mittelmeerspiele (1): 1991